# 故郷フィーリング
故郷フィーリング（ふるさとフィーリング）は、水谷豊の通算4枚目のシングルである。1978年7月25日発売。CDコード（規格品番）はFLS-1028

## 概要
7月29日に日本テレビ系で放送開始の水谷豊主演ドラマ『オレの愛妻物語』主題歌。シングル・チャート最高33位だが、この約9か月後に自身の代表作ともなるシングル『カリフォルニア・コネクション』（B面僕らの時代）をリリースすることになる。また、作詞は阿木燿子、作曲は宇崎竜童が手掛けている。（水谷豊BOXブックレットより）

## 収録曲
全曲作詞：阿木燿子、作曲：宇崎竜童、編曲：鈴木茂

1. 故郷フィーリング
日本テレビ系ドラマ『オレの愛妻物語』主題歌
2. 我楽多マップ

## 収録アルバム
ベスト・アルバム
- 『水谷豊ゴールデン☆ベスト』
- 『水谷豊ザ・ベスト』
- 『ベリー・ベスト・オブ・水谷豊』
- 『ザ・水谷豊』
- 『水谷豊　ベスト・コレクション』
- 『水谷豊BOX』

「我楽多マップ」が初CD化。
オリジナル・アルバム
- 『TIME CAPSULE』

2008年にリメイク版として発売